# Кіт Смарт
Кіт Смарт  (англ. Keeth Smart, 29 липня 1978) — американський фехтувальник, олімпійський медаліст. Брат фехтувальниці Ерін Смарт.

## Виступи на Олімпіадах
| Олімпіада   | Дисципліна      | Місце |
| ----------- | --------------- | ----- |
| Сідней 2000 | шабля, особисті | 30    |
| Афіни 2004  | шабля, особисті | 15    |
| Афіни 2004  | шабля, командні | 4     |
| Пекін 2008  | шабля, особисті | 6     |
| Пекін 2008  | шабля, командні | 2     |